# Gamma Circini
Désignations
γ Cir A : HD 136415

Gamma Circini (γ Circini / γ Cir) est un système d'étoiles de la constellation australe du Compas. Sa magnitude apparente combinée est de 4,51 et il est donc visible à l'œil nu. Le système présente une parallaxe annuelle de 7,27 mas mesurée par le satellite Hipparcos, ce qui indique qu'il est distant d'environ ∼ 450 a.l. (∼ 138 pc) de la Terre. Il s'éloigne du système solaire à une vitesse radiale héliocentrique de +17 km/s.
Gamma Circini est une étoile binaire large et pourrait même être un système triple. Elle a été répertoriée en tant qu'étoile double par John Herschel en 1835, qui a estimé que la séparation entre les deux étoiles était d'une seconde d'arc. Elles orbitent l'une autour de l'autre avec une période préliminaire estimée de 258 ans et selon une excentricité importante de 0,931. En date de 2014, les deux étoiles étaient localisées à une distance angulaire de 0,80 seconde d'arc et à un angle de position de 359°.
La composante primaire, désignée Gamma Circini A, est classée comme une étoile sous-géante bleu-blanc de type spectral B5 IV. En se basant sur un meilleur ajustement de courbe isochrone, il a été émis l'hypothèse qu'elle pourrait en fait être d'une paire d'étoiles, toutes deux de type B5. Elle apparaît comme une étoile Be variable dont la magnitude varie entre 4,50 et 4,56. Sa température de surface est de 15 135 K et sa masse est estimée être six fois supérieure à celle du Soleil. Son compagnon, désigné Gamma Circini B, est une étoile jaune-blanc de la séquence principale de type spectral F8 V. Sa température de surface est de 4 786 K.